# 363 هـ
363 هـ هي سنة في التقويم الهجري امتدت مقابلةً في التقويم الميلادي بين سنتي 973 و974.

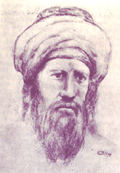
أبو العلاء المعري

## مواليد
- أبو العلاء المعري
- أبو العباس الأقليشي

## وفيات
- ابن حيون
- غلام الخلال